# Iserlohn Roosters
Iserlohn Roosters, IEC, är en tysk ishockeyklubb från Iserlohn i Tyskland som bildades 1959.